# Antrusa bispinula
Antrusa bispinula är en stekelart som beskrevs av Papp 2007. Antrusa bispinula ingår i släktet Antrusa och familjen bracksteklar. Inga underarter finns listade i Catalogue of Life.